# The Phantom of the Opera (2004)
The Phantom Of The Opera is een film uit 2004 naar de gelijknamige musical van Andrew Lloyd Webber. Deze versie werd geregisseerd door Joel Schumacher.
De productie werd genomineerd voor Academy Awards voor beste artdirection, beste cinematografie en beste filmmuziek (voor het nummer Learn To Be Lonely). Vijf prijzen werden daadwerkelijk toegekend, waaronder zowel een Saturn Award als een National Board of Review Award voor actrice Emmy Rossum.

## Rolverdeling
- Gerard Butler - The Phantom
- Emmy Rossum - Christine
- Patrick Wilson - Raoul
- Miranda Richardson - Madame Giry
- Minnie Driver - Carlotta
- Margaret Preece - Carlotta (zang)
- Ciarán Hinds - Firmin
- Simon Callow - Andre
- Victor McGuire - Piangi
- Jennifer Ellison - Meg Giry
- Murray Melvin - Reyer
- Kevin McNally - Buquet
- James Fleet - Lefevre
- Ramin Karimloo - Vader van Christine